# معركة فورت واجنر الثانية

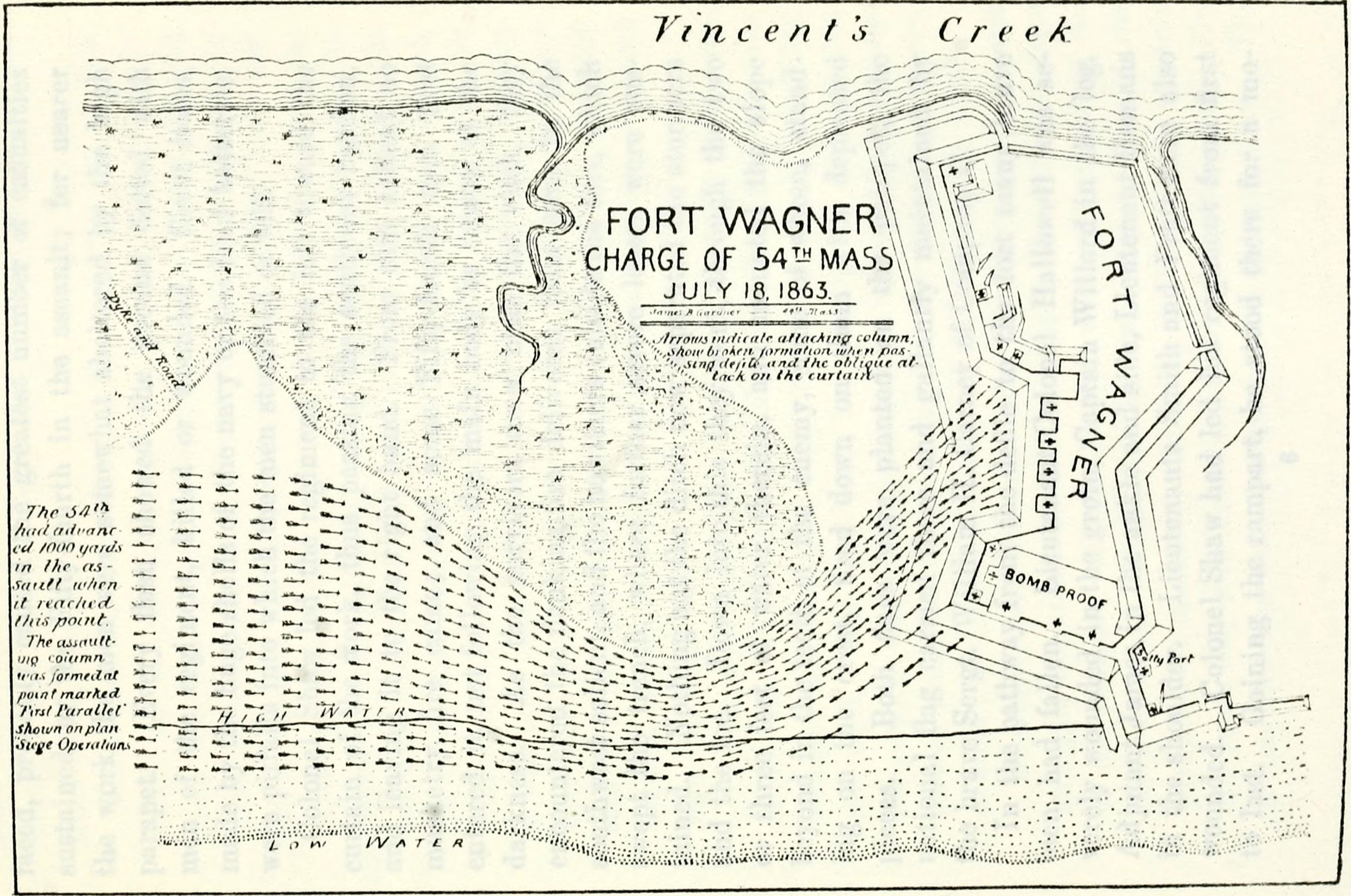
خريطة المسؤول عن ماساتشوستس 54

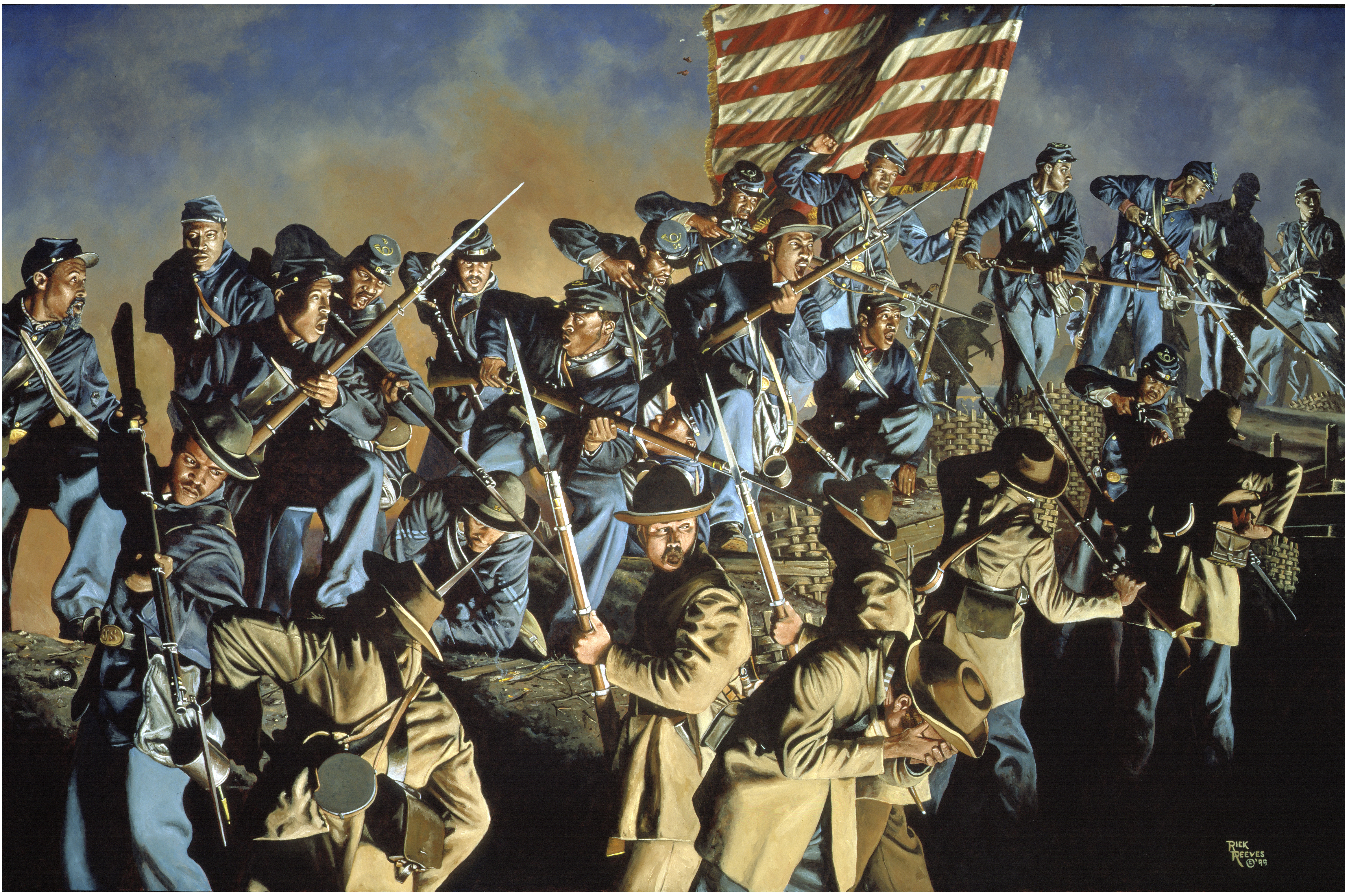
تصوير المعركة في اللوحة العلم القديم لم يلمس الأرض أبدًا

معركة فورت واجنر الثانية والمعروفة أيضًا بالهجوم الثاني على جزيرة موريس أو معركة فورت واجنر، وقعت في 18 يوليو 1863 خلال الحرب الأهلية الأمريكية، حيث شنت قوات جيش الاتحاد بقيادة العميد الجنرال كوينسي جيلمور، هجومًا فاشلاً على حصن القلعة الكونفدرالية في فورت واجنر التي كانت تحمي جزيرة موريس جنوب ميناء تشارلستون . وجاءت المعركة بعد أسبوع واحد من معركة فورت فاغنر الأولى .

## ما قبل المعركة
في 11 يوليو جرت محاولة السيطرة على حصن فورت واجنر من قبل العميد ويليام ب . تاليافيرو عبر الطريق الجنوبية لميناء تشارلستون وعرفت وقتها بمعركة فورت فاغنر الأولى، وفشلت وقتها وخلفت خسائر فادحة للمهاجمين.
حاول العميد الجنرال كوينسي جيلمور في 18 يوليو 1863 تكرار الهجوم مرة ثانية مع محاولته تشتيت انتباه الكونفدراليين في معركة Grimball، ورغم أمر جيلمور بقصف مدفعي للقلعة لكن تضاريس الحصن على الجزيرة كانت ضيقة لذا لم يتمكن جيش الاتحاد من مهاجمة الحصن إلا بفوج واحد في كل مرة.
اقتصر تقدم جيش الاتحاد من الحصن على الشريط الشاطئ لها الذي يبلغ طوله 250 ياردة، حيث كانت القلعة محصنة بـ مثبتًا ومحاطة بخندقة ضحل وحوله أشجار بالميتو الحادة، كما يحوي الخندق على الجانب البحري ألواح خشبية مع مسامير موضوعة تحت الماء.
تقديم جيش الاتحاد من الناحية الجنوبية مسافة 55 م، وضم سلاح فورت واجنر في ليلة 18 يوليو، قذيفة هاون مقاس 10 بوصات ومدفعين من صناعة شركة carronades مع 32 قذيفة وأسلحة متنوعة.

## معركة

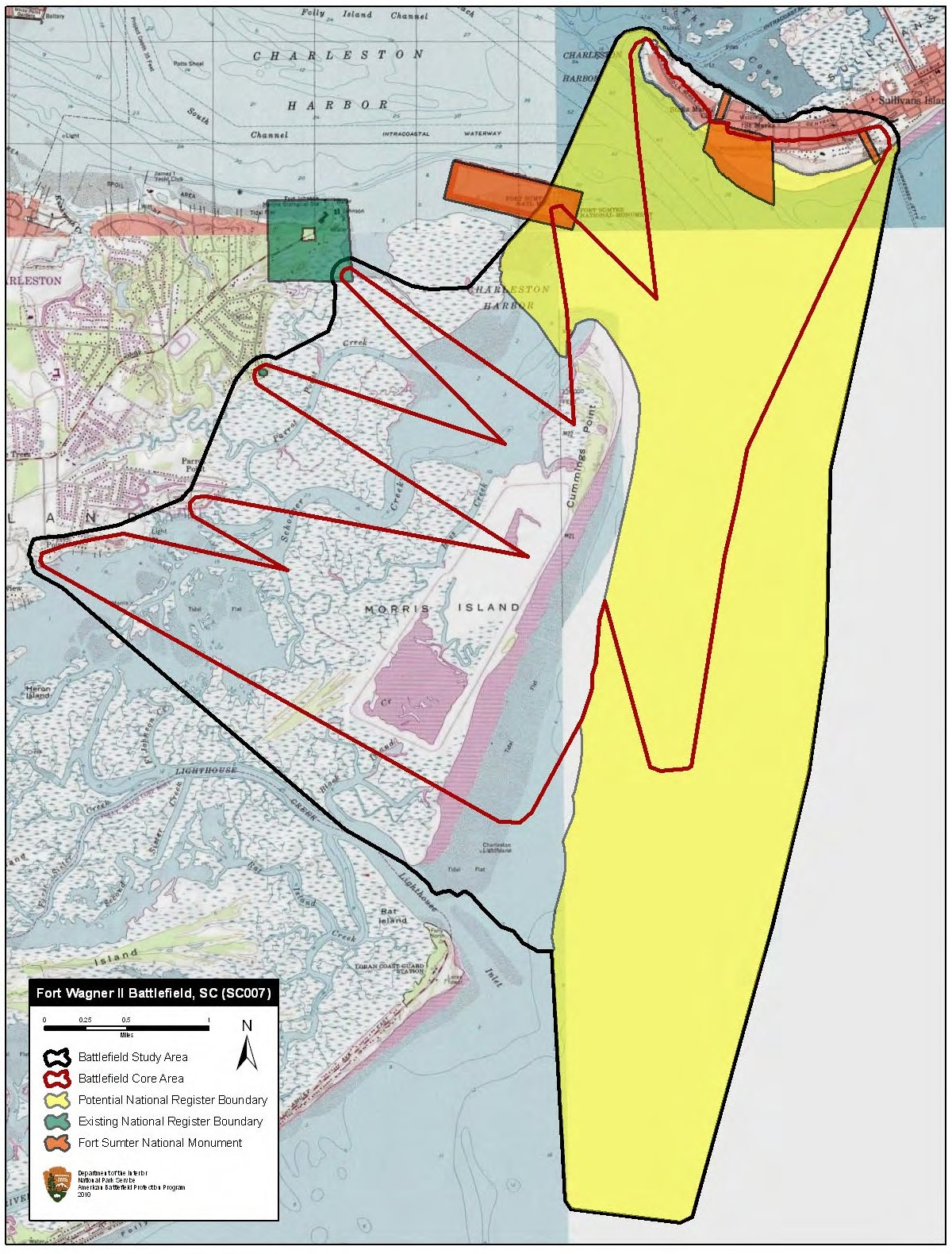
خريطة أساسية لـ Wagner II Battlefield ومناطق الدراسة بواسطة برنامج حماية Battlefield الأمريكي

أمر جيلمور جنوده ببدء إطلاق النار وقصف الحصن بقذائف الهاون في 18 يوليو. ورغم استمر القصف لثماني ساعات لكنه لم يتسبب إلا في أضرار طفيفة على الجدران للقلعة، وخلف الهجوم 20 جريح وأوقع 8 قتلى من الجنود، بعد أن احتمى المدافعون عن القلعة في الملجأ المقاوم للقنابل.
قاد العقيد روبرت جولد شو فوج المشاة الـ 54 ماساتشوستس، والذي تألف من جنود أمريكيين من أصل أفريقي. وكان مدعوم من لواءين يتألفان من تسعة أفواج.
كان اللواء الأول بقيادة الجنرال. كان جورج كروكيت سترونج في حين قاد اللواء الثاني العقيد هالديماند س. بوتنام. وساندهم لواء ثالث الذي كان في الاحتياط مع قيادة الجنرال ترومان سيمور.
بدأ الهجوم الساعة 7:45  مساء، حيث هاجم فوج المشاة من الناحية الغربية، تزامنا مع مهاجمة باقي الأفواج الوجه الجنوبي من القعلة. مع بدء الهجوم اتخذ رجال مدفعية ساوث كارولينا الأولى - كتيبة تشارلستون - موقعهم، وفرقة المشاة 51 كارولاينا الشمالية اتخذت موقعها أيضا.
عندما وصل فوج المشأة 54 ماساتشوستس إلى حوالي 150 ياردة من الحصن، فتح المدافعون عن الحص المدافع والأسلحة الصغيرة على الفوج الذي تمزق صفوفهم. ساند اللواء الثاني فوج المشاة وألقى نيرانه مباشرة على المدافعين من على يسارهم وتمكن فوج المشاة من الوصول إلى الحاجز في الخندق، ولكن بعد صراع شرس بما في ذلك القتال اليدوي لكن أجبروا على العودة.
تواصل هجوم جيش الاتحاد في أضعف نقطة للحصن من الجنوب الشرقي، وسرعان ما قام الجنرال تاليافرو بإلقاء القبض على بعض الجنود المدافعين عن الحصن، في حين أطلقت كتيبة نورث كارولينا 51 وشارلستون النار بشكل غير مباشر على المهاجمين.
حاول الكونفدراليون الهجوم المضاد مرتين، ولكن تعرضوا للضرب مرة أخرى بعد أن قتل الضباط الذين يقودون المهمة. استمرار جيش الاتحاد في الانهيار بسبب عدم وجود تعزيزات من الجنرال ستيفنسون، إلى أن تم تعزيزهم بواسطة مشاة جورجيا 32 التي تم نقلهم إلى الجزيرة من قبل العميد جونسون هاجود.
بحلول الساعة العاشرة مساءً ، انتهى الصراع الدموي بخسائر فادحة. الجنرال جورج كروكيت سترونج أصيب بجروح عميقة في الفخذ أثناء محاولته حشد رجاله. كما أصيب العقيد هالديماند س. بوتنام برصاصة في رأسه وقتل أثناء إعطاءه أمر الانسحاب.
العقيد جون ليمان تشاتفيلد أصيب أيضا بجروح قاتلة. في حين قتل العقيد روبرت جولد شو قائد فوج المشاة 54 في ماساتشوستس على حاجز الخندق. تدعي بعض التقارير الكونفدرالية أن جثته اخترقت سبع مرات، مع إصابة قاتلة بعيار ناري في صدره.

## ما بعد المعركة
إجمالاً خلف هجوم 18 يوليو نحو 1515 قتيل من جنود الاتحاد ومنهم من أسروا أو جُرحوا رغم أنه لم يتم التحقق من هذا الرقم بدقة.
صباح 19 يوليو صرح الجنرال PGT Beauregard قائد معركة فورت واجنر في تقريره أنه دفن 800 جثة في مقابر جماعية.بفي حين دفن العقيد شو وكابتن رسل وسيبكينز معًا في قبر واحد. وفي وقت لاحق توفي 24 متأثرين بجراحهم، وتم القبض على 15 آخرين. وأفادت التقارير أن 52 فقدوا بعد المعركة ولم يروا مرة أخرى.
تم الترحيب برجال فوج المشاة ماساتشوستس الـ54 بسبب شجاعتهم. ويعتبر وليام كارني هو أول رقيب أمريكي من أصل أفريقي من فوج مشاة الـ54 يحصل على ميدالية الشرف من أصحاب البشرة السمراء وذلك لدوره خلال المعركة في استعادة العلم الأمريكي للوحدة وإعادته إلى خطوط جيش الاتحاد.
هذا التكريم حسن من سمعة الأمريكيين الأفارقة كجنود، مما أدى إلى زيادة تجنيد الاتحاد للأمريكيين من أصل أفريقي، وعزز الميزة العددية للولايات الشمالية. إضافة إلى اعترف الجنوب لأول مرة بأن الجنود الأمريكيين الأفارقة الأسرى سيعاملون كأسرى حرب وليس مجرمين. بلغ عدد الضحايا الكونفدرالية 174.
عزز العميد الجنرال جونسون هاجود الحصن بعد وقت قصير من انتهاء الهجوم. ثم تم تغيير حامية فورت فاغنر أثناء الليل، وتولى الجنرال هاجود القيادة. كتب الجنرال هاجود كتابًا بعنوان مذكرات حرب الانفصال، حيث ذكر أن القصف المستمر من جنود جيش الاتحاد خلف أعداد الكبيرة من القتلى.
تخلى الكونفدراليون عن الحصن في 7 سبتمبر 1863 ، بعد مقاومة 60 يومًا من القصف، واعتبر أنه لا يمكن الدفاع عنه بسبب الأضرار الناجمة عن القصف المستمر ونقص العتاد.

## في الثقافة الشعبية
- قصة قصيرة في وقت مبكر من لويزا ماي ألكوت ، "My Contraband" (1863) ، تصور ما بعد المعركة ، مع بطل الرواية ، ممرضة في جيش الاتحاد ، تميل إلى الجرحى والموتى من جنود الفوج 54.
- تصوير المعركة هو ذروة فيلم 1989 المجد .

## الحفاظ على ساحة المعركة
في مايو 2008 ، قامت شركة (Trust for Public Land (TPL وشركائها، بما في ذلك مصرف South Carolina Conservation Bank ، وهيئة موانئ ولاية كارولينا الجنوبية، وصندوق الحرب الأهلية (Civil War Trust) والعديد من الجهات المانحة الخاصة، بشراء الجزيرة مقابل 3 ملايين دولار.
سابقا وفي عام 2003 أعلن أحد المستثمريين عن خططه لشراء الجزيرة وبناء منازل عليها.
وكانت شركة Ginn Resorts مهتمة أيضًا بتطوير العقار، وقررت في النهاية شرائه ثم بيعه على الفور إلى المحافظين. وبحسب TPL ، تعمل المدينة والمقاطعة «لاستكمال خطة إدارة لحماية الموارد التاريخية والطبيعية المهمة للجزيرة».

## روابط خارجية
- وصف معركة National Park Service
- الاعتداء على Battery Wagner : الخرائط والتاريخ والصور وأخبار الحفظ ( Civil War Trust )
- تحديث تقرير CWSAC